# NGC 5087
NGC 5087 (другие обозначения — ESO 576-35, MCG −3-34-50, UGCA 350, IRAS13177-2021, PGC 46541) — линзообразная галактика (S0) в созвездии Дева.
Этот объект входит в число перечисленных в оригинальной редакции «Нового общего каталога».